# TVグラフィティ
『TVグラフィティ』（ティーヴィーグラフィティ）は、1982年4月3日から1986年3月29日までフジテレビで放送された芸能情報番組である。1983年3月26日放送分までは、『芸能グラフィティ』（げいのうグラフィティ）というタイトルで放送されていた。放送時間は毎週土曜12:00 - 12:55 (JST) 。

## 概要
1週間の芸能ニュースと大きな社会現象をダイジェストして、司会の藤村俊二と高見知佳がユニークな解説を加える。FMラジオ風の演出とスタジオセットが特徴で、トークの合間はBGMを流し続け、司会が対面している姿を横から撮影するスタイルだった。カメラが1台しか無いため常にパンをしているのが特徴だった。
スタジオセット内にはラジオ収録と同様のカフボックスが用意され、VTRに切り替わる際にパーソナリティがこれを操作しながら「カッフン!」と言うのが決まり文句だった。

## 出演者

### 司会
- 藤村俊二
- 高見知佳

### ナレーター
- 井上真樹夫

## 内容
参考はいずれも同上。
ザ・トップアングル
芸能ニュースをまとめたコーナー。
ザ・フラッシュ
週間の芸能ニュースハイライトをフラッシュコーナーで綴っていた。このコーナーのみ、開始時にはその日に伝えるニュースの数だけ「カッフン」の台詞を繰り返していた。
ザ・デンワ
芸能人の動向について電話取材するコーナー。